# Hniliczki
Hniliczki (ukr. Гнилички) – wieś na Ukrainie w obwodzie tarnopolskim, w rejonie tarnopolskim.
Miejsce masowej konwersji z unii na prawosławie w 1882.
Do 2020 w rejonie podwołoczyskim.